# Halozyme
Halozyme Therapeutics — американська біотехнологічна компанія, яка розробляє нові методи лікування онкології, спрямовані на мікросередовище пухлини, та ліцензує нові технології доставки ліків завдяки корпоративним партнерським відносинам.
Компанія була заснована в 1998 році та вийшла на ринок у 2004 році. Штаб-квартира Halozyme розташована в Сан-Дієго, штат Каліфорнія.

## Історія компанії
Бізнес Halozyme зосереджений насамперед на запатентованому рекомбінантному ферменті людської гіалуронідази, rHuPH20. Напрямок розвитку компанії зосереджений на продуктах для клінічної та доклінічної стадій онкології, включаючи власний досліджуваний препарат PEGPH20, який націлений на пухлини гіалурону (HA). Компанія працює на різних етапах клінічних випробувань з PEGPH20 кількох поширених типів пухлин, включаючи рак підшлункової залози, недрібноклітинний рак легенів (NSCLC) та рак шлунка, щоб перевірити безпеку та ефективність препарату. Halozyme має один продукт, затверджений FDA (рекомбінант Hylenex, ін'єкція людської гіалуронідази). Компанія також ліцензує свою технологію доставки ліків Enhanze іншим біофармацевтичним компаніям, включаючи Roche, Baxalta, Pfizer, Janssen, AbbVie та Lilly.

## Керівництво
З січня 2014 р. Доктор Хелен І. Торлі була головним виконавчим директором та президентом Halozyme Therapeutics, Inc. До того, як вона працювала в Halozyme, вона була головним комерційним директором у Onyx Pharmaceuticals, Inc., а також працювала на керівних посадах в Amgen та Bristol-Myers Squibb. Вона розпочала свою кар'єру в Novartis в 1990 році і провела там 7 років, виконавши останню роль віце-президента з питань медицини.

## Технологія
Enhanze: Використовує рекомбінантну людську гіалуронідазу для деградації ГК та сприяє абсорбції та дисперсії одночасно введених ін'єкційних препаратів. Halozyme ліцензує свою технологію платформи доставки ліків Enhanze іншим біофармацевтичним компаніям, щоб забезпечити можливість внутрішньовенного перетворення підшкірного введення та оптимізації дози.

## Клінічне дослідження
Halozyme має багато поточних та вже завершених клінічних випробувань, що перевіряють безпеку та ефективність первинного досліджуваного препарату, PEGPH20, у поєднанні з іншими методами лікування, з метою пошуку нових методів лікування раку підшлункової залози, НДКРЛ, раку шлунка, раку молочної залози та інших. Станом на жовтень 2016 року компанія спонсорувала або співпрацювала в декількох клінічних випробуваннях, які проводили вербування пацієнтів, серед яких:
- HALO Pancreatic 301 — дослідження 3 фази для перевірки ефективності та безпеки комбінації PEGPH20 з Абраксаном (наб-паклітакселом) та гемцитабіном в учасників із раніше нелікованим раком підшлункової залози IV стадії.[8] 4 листопада 2019 року Halozyme оголосив, що зупинив розробку PEGPH20.[9]
- HALO Lung / Gastric 101 — дослідження фази 1b для перевірки ефективності та безпеки комбінації PEGPH20 та Keytruda (пембролізумабу) в учасників із рецидивом / рефрактерним передовим або метастатичним НДКРЛ та рецидивом / рефрактерною місцево-розширеною або метастатичною аденокарциномою шлунка.[10]
- Дослідження фази 1b для перевірки ефективності та безпеки комбінації PEGPH20 з Halaven (ерибуліном) в учасників із негативним рецептором 2 епідермального фактора росту 2 (HER2), метастатичним раком молочної залози з високим вмістом НА (MBC).[11]